# Konstantin Okułow
Konstantin Konstantinowicz Okułow, ros. Константин Константинович Окулов (ur. 18 lutego 1995 w Nowosybirsku) – rosyjski hokeista, reprezentant Rosji.

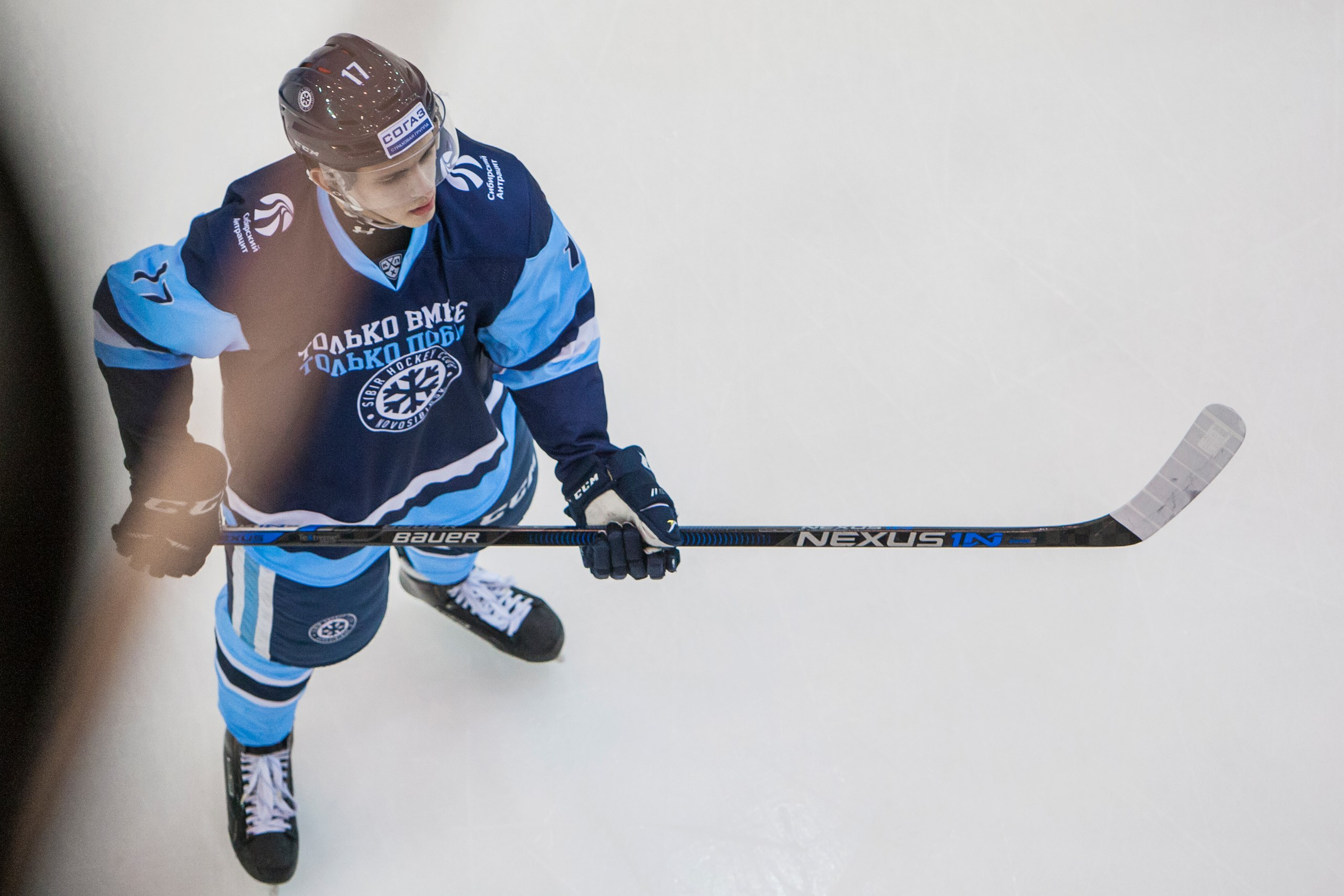
Konstantin Okułow w barwach Sibiru (2016)

## Kariera
- Sibirskie Snajpiery Nowosybirsk (2011-2016)
- Sibir Nowosybirsk (2013-2017)
- CSKA Moskwa (2017-)
  -  Zwiezda Czechow (2017/2018)

Wychowanek Sibira Nowosybirsk. Od 2011 przez pięć sezonów grał w barwach Sibirskich Snajpierów w juniorskich rozgrywkach MHL. W KHL Junior Draft z 2012 był draftowany przez Sibir Nowosybirsk. W rozgrywkach KHL grał w Sibirze od edycji 2013/2014. W kwietniu 2015 przedłużył kontrakt z klubem o dwa lata. Dwa lata potem przeszedł do CSKA Moskwa. Tam w kwietniu 2020 prolongował umowę o rok.
W składzie reprezentacji Rosyjskiego Komitetu Olimpijskiego (ang. ROC) brał udział w turnieju MŚ edycji 2021.

## Sukcesy
Reprezentacyjne
- Złoty medal Jr Super Series Champion: 2015

Klubowe
- Finał KHL o Puchar Gagarina: 2018 z CSKA Moskwa
- Srebrny medal mistrzostw Rosji: 2018 z CSKA Moskwa
- Złoty medal mistrzostw Rosji: 2019, 2020, 2022, 2023 z CSKA Moskwa
- Puchar Kontynentu: 2019, 2020 z CSKA Moskwa
- Puchar Gagarina: 2019, 2022, 2023 z CSKA Moskwa

Indywidualne
- MHL (2013/2014): 
  - Mecz Gwiazd MHL
  - Szóste miejsce w klasyfikacji asystentów w sezonie zasadniczym: 39 asyst[4]
  - Siódme miejsce w klasyfikacji kanadyjskiej w sezonie zasadniczym: 63 punkty[5]
- KHL (2015/2016): najlepszy pierwszoroczniak - ćwierćfinały konferencji[6]
- KHL (2020/2021):
  - Najlepszy napastnik etapu - półfinały konferencji[7]
  - Pierwsze miejsce w klasyfikacji asystentów w fazie play-off: 14 asyst
  - Pierwsze miejsce w klasyfikacji kanadyjskiej w fazie play-off: 20 punktów
  - Drugie miejsce w klasyfikacji +/- w fazie play-off: +10
  - Złoty Kask (przyznawany sześciu zawodnikom wybranym do składu gwiazd sezonu)
- KHL (2021/2022):
  - Drugie miejsce w klasyfikacji strzelców w fazie play-off: 8 goli
  - Czwarte miejsce w klasyfikacji kanadyjskiej w fazie play-off: 17 punktów
  - Trzecie miejsce w klasyfikacji +/- w fazie play-off: +11
- KHL (2022/2023):
  - Drugie miejsce w klasyfikacji asystentów w fazie play-off: 14 asyst
  - Drugie miejsce w klasyfikacji kanadyjskiej w fazie play-off: 20 punktów
  - Piąte miejsce w klasyfikacji strzelców zwycięskich goli meczowych w fazie play-off: 2 gole
  - Nagroda Żelazny Człowiek (dla zawodnika, który rozegrał najwięcej spotkań mistrzowskich w ostatnich trzech sezonach): 230